# Leptataspis formusola
Leptataspis formusola är en insektsart som beskrevs av Schmidt 1911. Leptataspis formusola ingår i släktet Leptataspis och familjen spottstritar. Inga underarter finns listade i Catalogue of Life.